# Laura Bon
Laura Bon (Torino, 24 ottobre 1825 – Venezia, 24 luglio 1904) è stata un'attrice teatrale italiana celebre anche per essere stata l'amante di Vittorio Emanuele II.

## Biografia
Figlia di due attori, Francesco Augusto Bon (1788-1858) e Luigia Ristori (1795-1845, vedova di Luigi Bellotti), sorellastra di Luigi Bellotti Bon (1820-1883), iniziò l'attività di famiglia per poi essere notata a Torino, nel 1844, dal principe Vittorio Emanuele, futuro re d'Italia, di cui divenne l'amante. Lasciate le scene nel 1849, Laura Bon visse nel Castello di Moncalieri e dalla loro relazione, dopo un parto prematuro, nacque una bambino morto durante l'infanzia e una figlia illegittima Emanuela Roverbella (1853-1895). 
Vittorio Emanuele era sposato con Maria Adelaide dalla quale aveva già avuto quattro figli. Altri due li aveva avuti da un'altra amante, Rosa Vercellana, che ospitava nella palazzina di caccia di Stupinigi. A causa della gelosia manifestata verso la bela Rosin, la Bon fu liquidata e costretta a lasciare il Piemonte.
Tornò allora sulle scene e nel 1858, a Firenze, recitò la Medea di Niccolini: durante lo spettacolo i liberali tennero una manifestazione politica. Passò poi a Vienna portandovi la Maria Stuarda di Schiller e la Medea di Cesare della Valle, che rappresentò ancora nel 1865 a Napoli con grande successo. Rivide per l'ultima volta Vittorio Emanuele a palazzo Pitti a Firenze, nel 1870, dove partecipò alla rappresentazione dell'Oreste di Vittorio Alfieri interpretata dai migliori attori del tempo.
Negli ultimi anni, ridotta quasi in miseria, si trasferì a Venezia dove per vivere dovette recitare con modeste compagnie in poveri teatri, e nella città lagunare morì il 24 luglio 1904 in conseguenza di una malattia cardiaca.